# Берзиньш, Альфред
Альфред Екабс Берзиньш (латыш. Alfreds Jēkabs Bērziņš; 21 октября 1899, Вольмарский уезд, Лифляндской губернии, Российская империя — 30 ноября 1977, Нью-Йорк, США) — латвийский политик, государственный и общественный деятель, журналист, редактор. Президент Латвийского олимпийского комитета (1938—1940).

## Биография
Сын лесника. Добровольцем вступил в латвийскую армию. Воевал за независимость Латвии. Занимался журналистикой. В 1928—1929 годах — издатель и редактор газеты «Valkas Balss» в Валке.
Член Латышского крестьянского союза. В 1931 году был избран депутатом в Сейм Латвии.
С 1926 года — член, начальник отдела внешней информации и руководитель штаба организации айзсаргов. Участник государственного переворота 15 мая 1934 года под руководством К. Ульманиса. В 1934—1937 гг. заместитель министра внутренних дел. В 1937 году был назначен министром Латвии по общественным делам, фактически руководил пропагандой, спортом, радио, прессой, обществами и культурой Латвии.
С 1938 года одновременно — президент Латвийского олимпийского комитета.
После присоединения Латвии к СССР в 1940 году был отстранен от должности министра и президента ЛОК.
В том же году ему удалось получить разрешение на поездку в Германию. По приезде туда был арестован и провёл два месяца в берлинской полицейской тюрьме по подозрению в шпионаже в пользу Британии. В то же время британские спецслужбы считали, что Берзиньш действовал в интересах Германии или Японии.
После окончания Второй мировой войны Берзиньш в 1950 году эмигрировал в США, где входил в правление ALA. Опубликовал книгу воспоминаний «Хорошие годы. До и после 15 мая» (латыш. Labie gadi. Pirms un pēc 15. maija; 1963, переиздание 2014).

## Награды
- Крест Признания I степени № 5 (16 ноября 1938)[5]